# コリー (DD-463)
コリー（USS Corry, DD-463）は、アメリカ海軍の駆逐艦。グリーブス級（ブリストル級）。艦名は、1920年に墜落事故で炎上した乗機からパイロットを救出するため殉職し名誉勲章を受章した大西洋艦隊航空参謀ウィリアム・メリル・コリー・ジュニア少佐に因む。アメリカ海軍において同名の艦としては2隻目。

## 艦歴
コリーは1941年7月28日にチャールストン海軍工廠においてコリー中佐の姪であるジーン・コンスタンス・コリー夫人の手により進水、1941年12月18日に初代艦長ユージン・キャロル・バーチェット少佐の指揮の下で大西洋艦隊に就役した。
「コリー」は1942年5月18日から21日までアナポリスでラジオ・ワシントンとともに特別作戦を実施し、その後5月22日にニューヨーク港へ入港する客船「クイーン・エリザベス」を護衛するため出航した。バミューダ諸島への護衛の後、5月24日に「コリー」はポート・ロイヤルで第26任務部隊（Task Force 26, TF 26）に加わり、重巡洋艦「オーガスタ」をバージニア州ノーフォークへ護衛した。5月31日、「コリー」と駆逐艦「フォレスト」は「オーガスタ」とともに第22任務部隊（Task Force 22, TF 22）としてニューポートへ移動し、6月1日に到着後「コリー」は戦艦「インディアナ」の海上公試を護衛している。

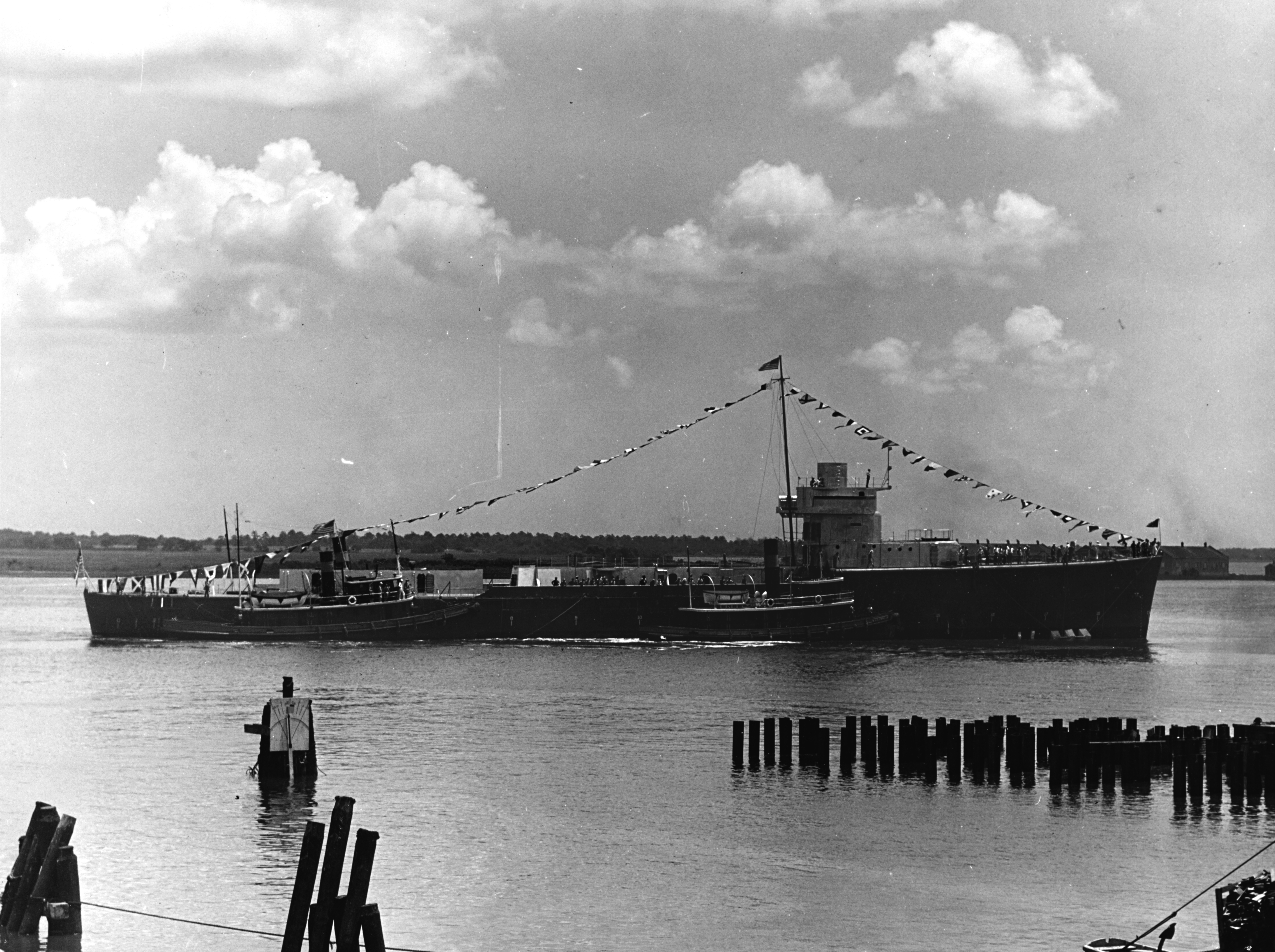
進水直後の「コリー」。1941年7月28日撮影。

1942年6月2日、「コリー」はまだ第 22任務部隊に所属しており、ニューファンドランド島アルゼンチアへ向けて出発した。航海の過程で、「コリー」は「オーガスタ」と航空母艦「レンジャー」の護衛を務めた。 ニューファンドランド島周辺海域で前述の部隊とともに数週間滞在したが、最終的には6月23日に母港であるマサチューセッツ州ボストン海軍工廠へ戻り定期修理を受けた。修理完了直後の6月30日に再度「コリー」はニューポートで第22任務部隊と合流し、7月1日にトリニダード島へ向けて出発した。
7月4日、「コリー」はトリニダード島沖で「U-153」に撃沈された鉱石運搬船「ルース」の生存者4名を救助した。
「コリー」は7月6日にトリニダード島へ入港し、7月8日まで周辺海域で哨戒を行う。7月31日にポートオブスペインを出航し、8月5日にノーフォークへ到着。8月22日までチェサピーク湾で様々な演習に参加し、その後8月23日に「コリー」は第22任務部隊とともにボストンへ向けて出港した。8月30日には「オーガスタ」に同行してノーフォークへ、そして同日パナマのコロンへ向かった。
「コリー」は9月3日にコロンへ到着し、翌日駆逐艦「ローワン」及び「メイラント」とともに第6輸送隊を護衛してノーフォークへ向かう。航海の途中だった9月10日、「コリー」は潜水艦を発見して数発の爆雷を投下したが、損傷を与えたかどうかは判断できなかった。その後「コリー」は9月11日にノーフォークへ到着した。そこで1ヶ月近く滞在し、10月3日に「コリー」は22.1任務群（Task Group 22.1,TG 22.1）の一部としてバミューダ諸島へ向かった。10月6日に到着し、丸一週間そこに留まり演習や哨戒を行った。10月14日にノーフォークへ戻ったが、10月19日に再びバミューダへ戻った。
「コリー」は1942年10月25日に第34.2任務群（Task Group 34.2,TG34.2）第10駆逐戦隊（Destroyer Squadron 10）の1隻としてフランス領モロッコのカサブランカへ向けてバミューダ諸島を出発し、空母「レンジャー」と軽巡洋艦「クリーブランド」を護衛してトーチ作戦に参加した。作戦中の11月8日には、至近の海上に墜落したSBD-3の搭乗員2名を救助。

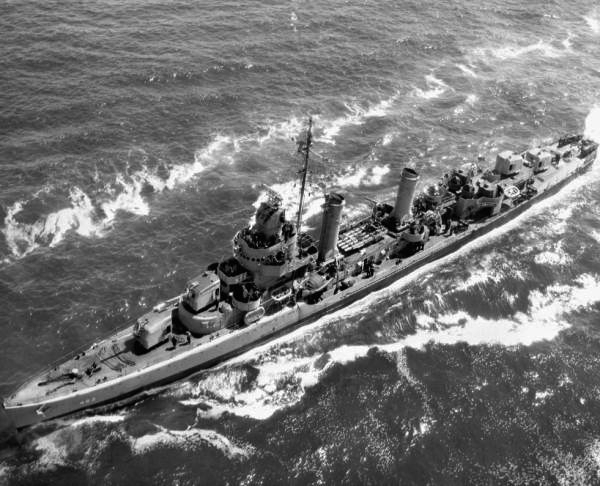
航行中の「コリー」。

作戦を終えた「コリー」は、11月16日に戦艦「テキサス」とともにカサブランカを出航、ノーフォークへ帰還した。さらに「コリー」はニューヨークへ向かう船団を護衛しつつ駆逐艦「ホブソン」と11月29日ボストンへ到着する。ボストン海軍工廠における10日間のオーバーホールにおいて「コリー」には20mm高射機関砲3門が追加され、さらに12月2日には艦長がロット・エンセイ少佐に交代した。12月11日、「コリー」は「ホブソン」と「マドックス」とともに戦艦「マサチューセッツ」を護衛してカスコ湾を出航。メイン州ポートランド沖で、「コリー」は対潜作戦と射撃訓練を実施した。ポートランド周辺での活動後、12月16日にノーフォークで停泊した。
ノーフォーク到着の翌日、「コリー」は軽巡洋艦「モントピリア」、駆逐艦「ラ・ヴァレット」、「シャヴァリア」、「ストロング」、「テイラー」、給油艦「パタクセント」とともに航海した。12月21日、「モントピリア」は潜航中の潜水艦を発見したが、結局「モントピリア」も「コリー」もその潜水艦を攻撃できなかった。「コリー」らはそのまま航海を続け12月24日にパナマの港へ到着した。到着の翌日、今度は護衛空母「ボーグ」を護衛してノーフォークに戻り12月31日に到着した。1週間後の1943年1月8日に再びノーフォークを出港すると、「コリー」は第22任務部隊とともに大西洋で演習および哨戒を実施した。1月30日にノーフォークへ戻り、その後定期修理のため乾ドックに入渠した。
「コリー」は2月13日にノーフォークを出港し、北アフリカに向かう第22任務部隊の対潜哨戒艦として活動する。「コリー」はこの任務を無事に終えると、3月6日にノーフォークへ戻った。続く数ヶ月間、「コリー」は東海岸沿岸および北海で多数の哨戒と演習に参加し続けた。これらの活動には、ニューポート、カスコ湾、ボストン、アルゼンチア、ニューヨーク、ハリファックス、ノバスコシア州への航海が含まれていた。特に注目すべきは、5月にアルゼンチア周辺で実施したイギリス海軍潜水艦「P-554」との共同演習が挙げられる。8月9日時点で、「コリー」はハリファックスに所在していた。
8月11日にスコットランドへ出航した「コリー」はイギリス海軍本国艦隊と行動を共にし、1943年10月に実施されたノルウェーのボードー沿岸のドイツ船舶に対する空襲（リーダー作戦）で空母「レンジャー」の護衛として参加した。「コリー」は援ソ船団を援護するためアイスランドへ2度出航し、イギリス海軍の戦艦「アンソン」の護衛を務めた。12月3日にボストンに戻ると、「コリー」は12月24日にニューオーリンズとパナマへの護衛任務のため出航した。
「コリー」は12月31日、ルイジアナ州ニューオーリンズ沖に到着し、同日、コロン行き船団の護衛に出発。年が明けた1944年1月5日に船団とともに到着した。コロン到着の翌日に再び出航し、イギリス海軍の護衛空母「ベガム」に同行してノーフォークに向かい1月11日に到着した。「コリー」の乗員はノーフォークで数日間の陸上休暇を取得し、その後1月15日、「フォレスト」と「ホブソン」とともにバミューダ諸島付近で実施された新鋭空母「ホーネット」の整調を護衛するため出発した。
ノーフォークへ戻った「コリー」は、2月16日に護衛空母「ブロック・アイランド」、護衛駆逐艦「トーマス」、「ブリーマン」、「ブロンシュタイン」、「ボストウィック」からなる第21.16任務群（Task Group 21.16, TG 21.16）に参加して大西洋でのハンターキラー任務に従事する。2月29日、TBF-1からの情報に基づいて「コリー」は潜水艦に対し2度の爆雷攻撃を行ったが空振りに終わった。

### U-801

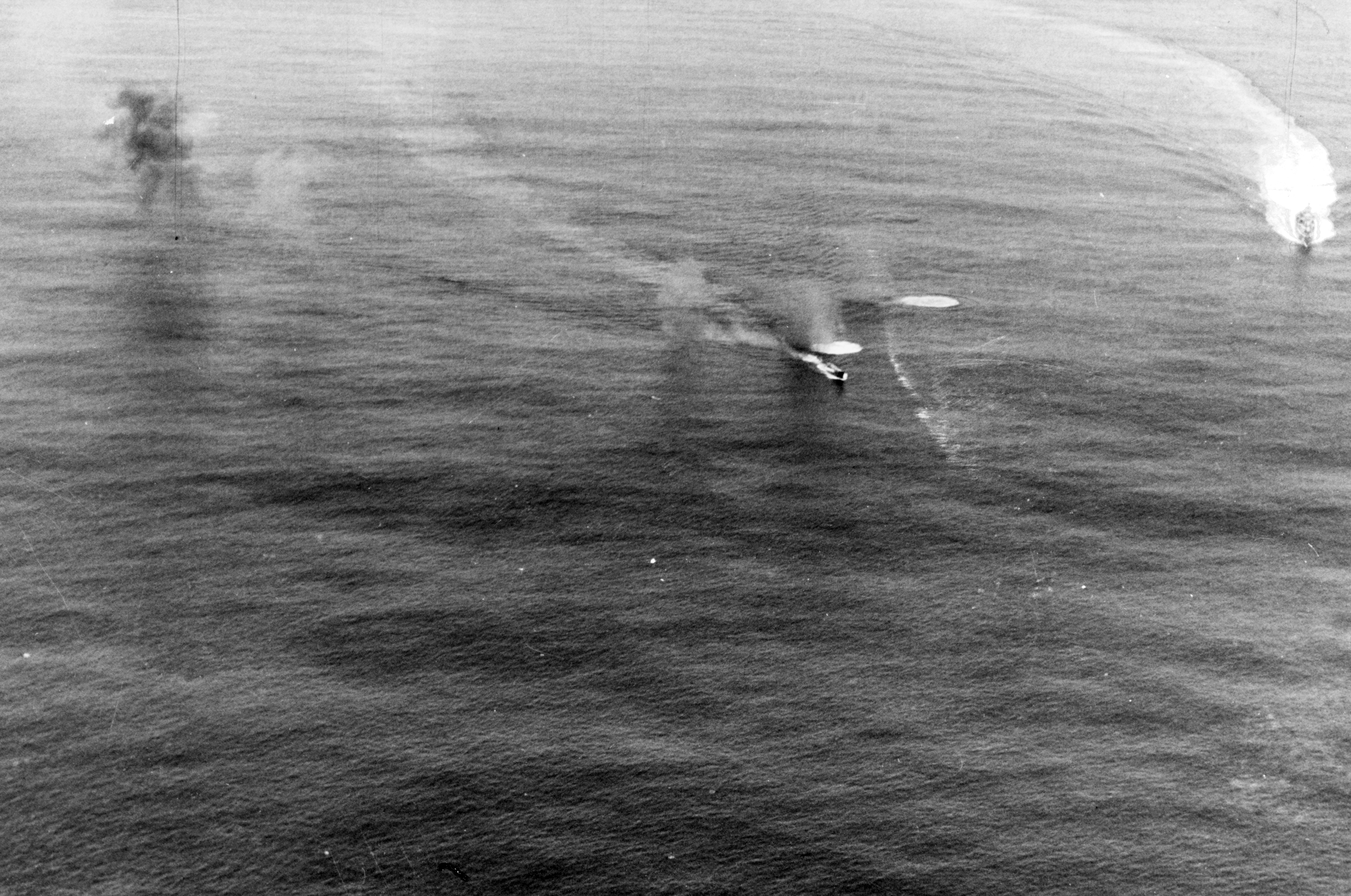
沈みつつある「U-801」（中央）に砲撃を浴びせる「コリー」（右）。

3月8日にカサブランカへ到着後、任務群は3月11日に同地を出撃する。3月16日、「コリー」は「ブロック・アイランド」の艦上機による攻撃で損傷したUボート「U-801」を追跡した。潜航していた「U-801」に対し、「コリー」は「ブロンシュタイン」と合流して爆雷攻撃を加え浮上させた。
正午頃、遅れて現場に到着した「ブロック・アイランド」の飛行甲板に集まった乗員たちの声援を受けながら、「コリー」は5インチ主砲や装備する全ての自動火器で射撃を行い「U-801」に致命傷を負わせた。「コリー」はさらに体当たりをしようとしたが、その前に「U-801」は沈没していった。「コリー」と「ブロンシュタイン」は「U-801」の生存者47名を救助した。

### U-1059

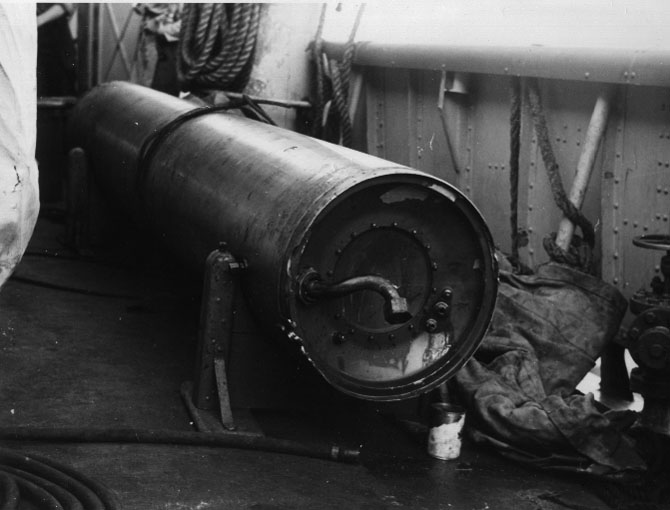
「コリー」が回収したG7e魚雷の一部。

2日後の3月19日、「コリー」は「ブロック・アイランド」から発進した2機のTBFが発見した「U-1059」に対する攻撃を支援するように命じられた。
TBFの爆撃で「U-1059」は撃沈されたが、1機のTBFが至近の海面に墜落してしまった。墜落したTBFで唯一の生存者であったフィッツジェラルド少尉と、艦長レオポルド中尉を含む「U-1059」の生存者は互いに争うことなく救命筏に乗り救助を待った。さらに、フィッツジェラルドはレオポルドら負傷したドイツ側生存者を手当てした。現場に駆け付けた「コリー」は、フィッツジェラルドとレオポルドらドイツ側生存者8名を救助した。周辺海域で「コリー」は「U-1059」から流出した魚雷の空気室や燃料のサンプル、乗員1名の遺体などを回収している。
一連の活動後、「コリー」は3月30日にオーバーホールのためボストンに到着し、レオポルド中尉ら捕虜を移送するとともに、海面から回収した空気室を海軍工廠に引き渡した。
「コリー」は4月8日までボストン海軍工廠に留まった。4月10日にカスコ湾で訓練を行うため出航し、4月15日にボストンへ帰還する。4月18日にノーフォークへ到着し、4月20日に第27.9任務群（Task Group 27.9, TG 27.9）の一員としてイギリスへ向かった。「コリー」は5月2日にベルファストへ到着した。

### ノルマンディー上陸作戦

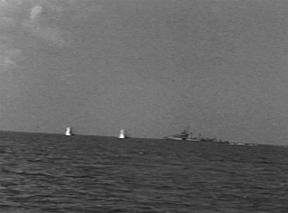
砲台からの砲撃を受ける「コリー」。

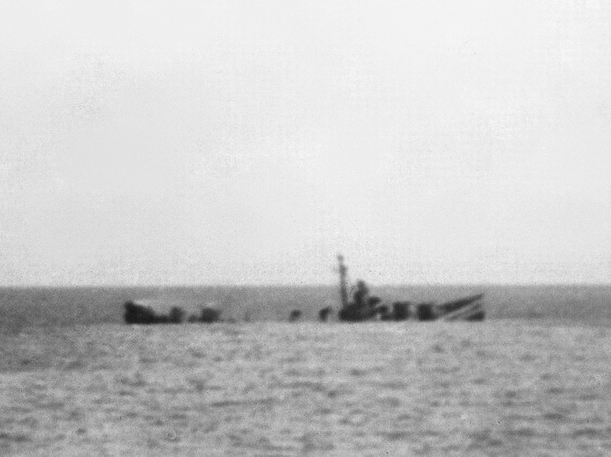
艦体が二つに折れて沈没する「コリー」。

「コリー」は1944年6月6日、ノルマンディー上陸作戦に参加するためプリマスから出撃。作戦部隊の先頭駆逐艦としてドーバー海峡を越えて艦艇や輸送船を護衛した。フランスのノルマンディー沖合に到着すると、ユタ・ビーチへの火力支援のため割り当てられた海域であるサン・マルクフ諸島に向かった。
上陸開始のH時間（午前6時30分）が近づき、部隊が海岸に向かって進み始めた。だが、上陸部隊を支援する「コリー」のために煙幕を張るはずであった飛行機が撃墜され、艦はドイツ軍砲台からの砲撃にさらされた。それでも「コリー」は海岸から1,000メートル (1,100 yd)近い距離まで接近すると、陸上にある多数の標的に向けて5インチ主砲弾数百発を発射した。H時間頃、海岸砲台との交戦を続けていた「コリー」の艦体中央部機関区画に210ミリメートル (8.3 in)砲弾数発が命中した.。被弾の影響で舵が動作しなくなり、「コリー」は円を描いて旋回し、ついには停止した。「コリー」は激しい砲撃を浴びながら急速に沈み始め、竜骨が折れて艦体中央部主甲板に1フート (0.30 m)幅の亀裂が生じた。総員退艦命令が出された後、乗員たちは絶え間ない敵の砲撃を受けながら、水温12度の凍てつく海中で2時間以上救助を待った。
「コリー」は北緯49度30分50秒 西経1度11分30秒 / 北緯49.51389度 西経1.19167度座標: 北緯49度30分50秒 西経1度11分30秒 / 北緯49.51389度 西経1.19167度の地点で着底したが、現場は水深が30フィート (9.1 m)と浅かったため、「コリー」のメインマストは海面上に出ていた。すると1人の乗員がメインマストに登り星条旗を掲げた 。「コリー」の生存者は駆逐艦「ホブソン」、「フィッチ」、「バトラー」、魚雷艇「PT-199」によって救助された.。「コリー」の乗員のうち、6名が死亡、16名が行方不明となったほか、33名が負傷した。
「コリー」の士官の一人であったジョン・オリバー・パロット大尉は、総員退艦命令が発せられた後で、水と油、高温高圧の蒸気に晒された前部機関室内に突入し、閉じ込められていた下士官を救出したことで海軍十字章を受章した。

### 「コリー」の喪失原因についての見解
D-デイから約2週間後、激しい砲撃で「コリー」が沈没したという内容の損失報告書が提出されようとしていたが、突然破棄され書き直された。「コリー」のこの公式損失報告書は、最後のページにおいて、受けた砲撃は「単なる偶発的な損害」であったと述べている。公式損失報告書では、午前6時33分に「コリー」は機雷に接触し、機関区画の下で爆発したとされている。報告書の書き換えに関して事前に意見を求められた士官や乗員はいなかった。
司令官による最初の報告では、「コリー」は大口径砲の斉射によって沈没したとしており、砲弾は艦中央部機関区画の水面下で爆発し艦体が真っ二つに折れて沈没したと述べている。 
ドイツ軍側の報告書では、内陸1.5マイル (2.4 km)に位置するヴァルター・オームゼン指揮のサン・マルクフ（クリスベック）砲台に配置されていた3門の210ミリメートル (8.3 in)砲が、午前6時30分頃アメリカ軍艦に命中弾を与え、これを沈めたと述べている。この軍艦は当初、軽巡洋艦であると誤認されていた（遠くから見ると「コリー」の艦影が軽巡洋艦に似ていたためであった）。

## 栄典
- 「コリー」は第二次世界大戦の戦功で合計4個の従軍星章（英語版）を受章した[2]。